# 5139 Rumoi
5139 Rumoi è un asteroide della fascia principale. Scoperto nel 1990, presenta un'orbita caratterizzata da un semiasse maggiore pari a 2,8534691 UA e da un'eccentricità di 0,0350363, inclinata di 2,85371° rispetto all'eclittica.